# Starz (Gemeinde Altenfelden)
Starz ist eine Rotte der Gemeinde Altenfelden in Oberösterreich (Bezirk Rohrbach). Die Ortschaft hat 12 Einwohner (Stand 1. Jänner 2024).

## Geographie
Starz liegt im Südwesten der Gemeinde Altenfelden und im Südwesten der gleichnamigen Katastralgemeinde. Die Kleinen Mühl bildet die Grenze zur Gemeinde Niederkappel mit der Ortschaft Haar bzw. zur Gemeinde Lembach im Mühlkreis mit der Ortschaft Graben. Nordöstlich von Starz liegt die Ortschaft Hörhag, südwestlich Unteredt. Der Großteil der Gebäude von Starz liegt an der Kleinen Mühl und sind Teil der Papierfabrik Obermühl. Zudem gehören die Gebäude an der von Unteredt nach Nordwesten führenden Straße nordwestlich des Bauernhofes Unteredt 8 mit dem Bauernhof Starzer Teil zu Starz. Für Starz wurden 2001 insgesamt 17 Gebäude gezählt, wobei zehn Gebäude über einen Hauptwohnsitz verfügten und 18 Wohnungen bzw. 14 Haushalte bestanden. Zudem gab es vier land- und forstwirtschaftliche Betriebsstätten sowie eine Arbeitsstelle.

## Geschichte
Der Ortsname Starz leitet sich vom mittelhochdeutschen Wort starcz (Ende des Feldes) ab. Der Name scheint erstmals 1397 in einer Urkunde auf. In Starz lebten 1869 43 Menschen in sieben Häusern. Bis zum Jahr 1910 erhöhte sich die Einwohnerzahl stark, wobei in diesem Jahr 93 Einwohner in zehn Häuser gezählt wurden.

## Mühlen

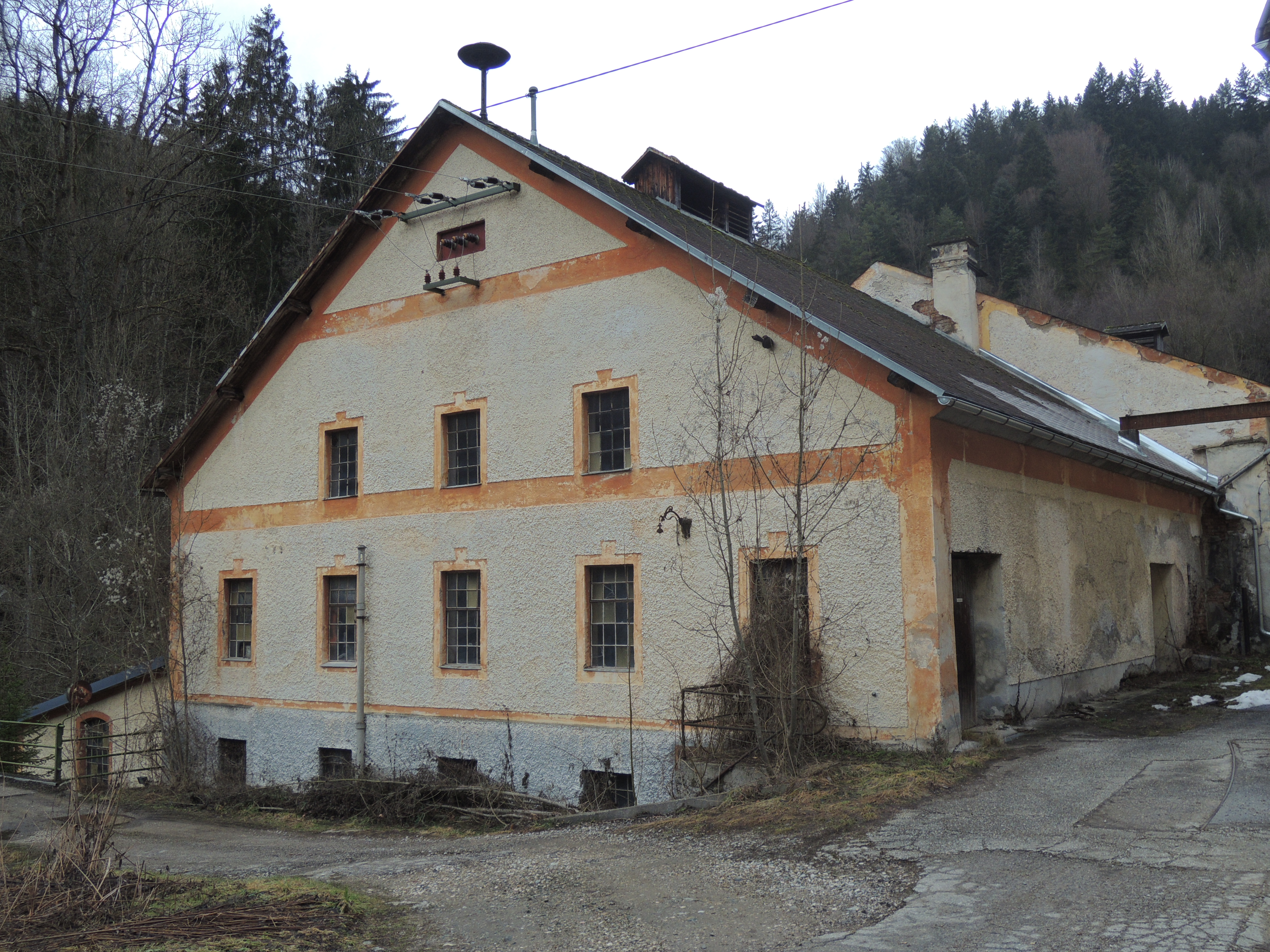
Höllmühle, heute B-Schleiferei der Papierfabrik Obermühl

In Starz wurde spätestens seit dem frühen 17. Jahrhundert drei Mühlen betrieben, die heute Teil des Werksgeländes der Papierfabrik Obermühl sind. Die Mühleck-Mühle (Starz Nr. 2), auch Unteredt-Mühle, war ehemals Teil der Ortschaft Unteredt. Sie gehörte zur Herrschaft Pürnstein-Kirchberg und war dem Pfarrhof von Kirchberg gelddienstpflichtig. Zudem mussten die Besitzer der Mühle dem Kirchberger Pfarrer einen Holz-Robot leisten. Die Mühle wurde 1941 an die Papierfabrik Obermühl verkauft. 
Die unweit südlich gelegene Fenksäge (Starz Nr. 2), ehemals dem Gerichtsbezirk Tannberg zugehörig, wurde 1929 von der Papierfabrik Obermühl gekauft und als Gattersäge für den Einschnitt von Rundholz betrieben. Die Säge wurde jedoch später stillgelegt. Der Neubau eines Kleinwasserkraftwerks am Standort der alten Schachtturbine aus den 1920er Jahren befindet sich derzeit in Planung.
Die im Süden von Starz gelegene Höllmühle war laut einem alten Grundbuch eine Mühle mit drei Gängen und einer Säge. Sie wurde bereits 1887 von der Papierfabrik Obermühl aufgekauft. Die damalige Mehlmühle mit eingattriger Brettersäge wurde von den Fabriksbesitzern zu einer Holzschleiferei (= B-Schleiferei) umfunktioniert. Nach einem Brand 1909 erhielt die Schleiferei moderne Maschinen und das einfache Sägegatter wurde durch ein Vollgatter ersetzt. Das Sägegatter verschwand jedoch 1927 im Zuge der Errichtung eines Seilschwebebahnbaus. Die auch als Sonnberger-Schleiferei bezeichnete Höllmühle liefert heute Strom für die Papierfabrik, der Überschussstrom wird in das öffentliche Netz eingespeist.